# Shaun Davies (homme politique)
Shaun Davies (né en 1986) est un homme politique du Parti travailliste britannique qui est député de Telford depuis 2024.

## Éducation
Davies fréquente les écoles locales de Telford puis l'Université d'Aberystwyth où il étudie le droit. Après avoir obtenu son diplôme, il étudie en troisième cycle à l'Université de Staffordshire et se qualifie plus tard comme avocat.

## Carrière dans l'administration locale
Davies occupe de nombreux postes au sein du gouvernement local avant son élection au Parlement. Il est élu pour la première fois au conseil de Telford et Wrekin en 2011. Dès son élection, il est immédiatement nommé au cabinet chargé de la transformation du conseil. En 2016, il est le plus jeune dirigeant de conseil du pays, à l'âge de 30 ans, et dirige le conseil de Telford et Wrekin jusqu'en juillet 2024.
Il est responsable du parti travailliste sur les questions du gouvernement local de 2022 à 2023 et participe au cabinet fantôme dans ce rôle. Il est le plus jeune président (et le premier président du Parti travailliste depuis près d'une décennie) de l'Association des gouvernements locaux en 2023.

## Député de Telford
Davies est élu en juillet 2024, remportant plus de 45 % des voix, pour sa ville natale de Telford. 